# Powązki-Friedhof

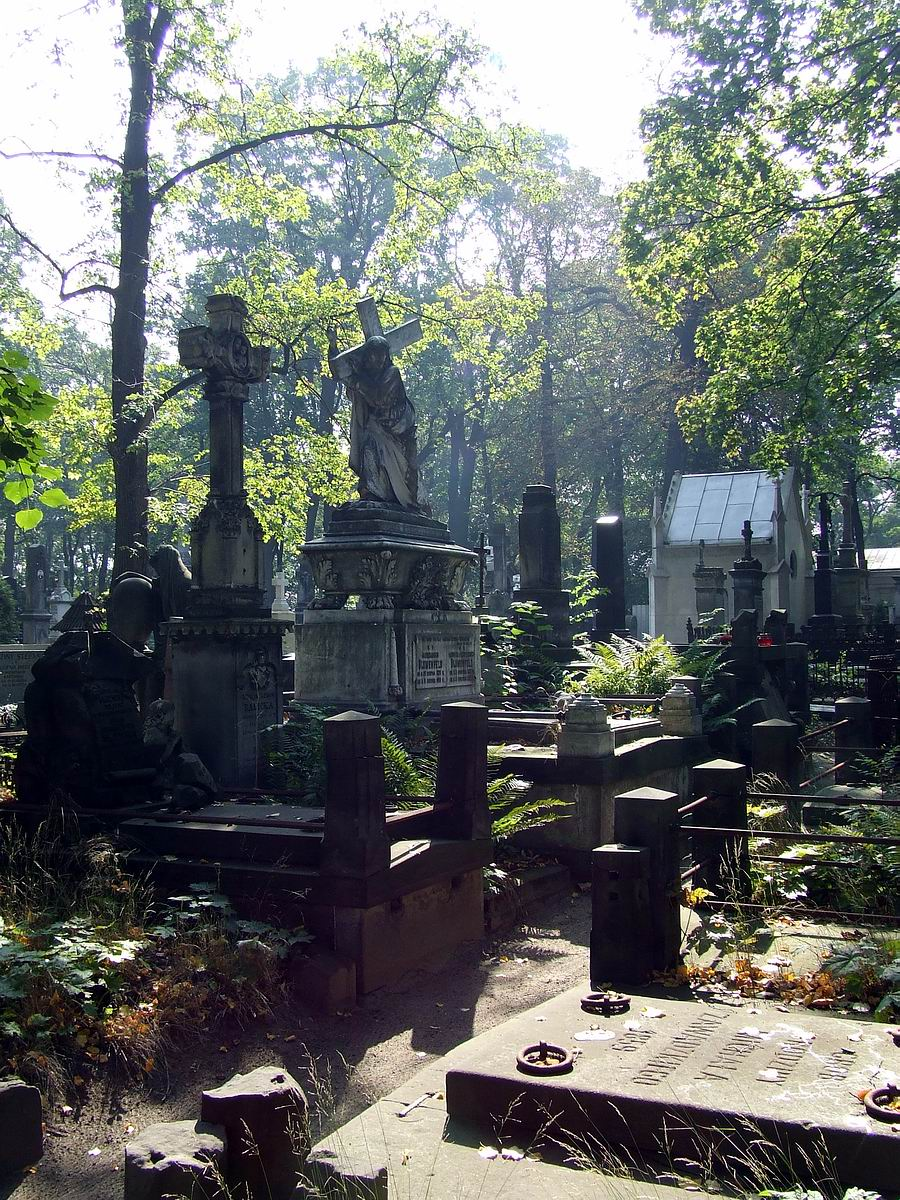
Gräber auf dem Powązki-Friedhof

Der Powązki-Friedhof (polnisch Cmentarz Powązkowski) ist ein kommunaler Friedhof in der polnischen Hauptstadt Warschau. Er ist der älteste und bekannteste katholische Friedhof Warschaus; hier sind über eine Million Menschen bestattet.
Der Friedhof liegt rund zwei Kilometer ostwärts des jüngeren und kleineren, ebenfalls an der namensgebenden Powązki-Straße liegenden Powązki-Militärfriedhofs. Die Powązki-Straße verband ursprünglich Warschau mit der seit dem 14. Jahrhundert bestehenden und seit Langem überbauten Siedlung Powązki.

## Geschichte
Der römisch-katholische Powązki-Friedhof liegt im westlichen Stadtteil Wola und ist 43 Hektar groß. Die Anlage geht auf das Jahr 1790 zurück. Zu dieser Zeit wurden andere Friedhöfe in der Warschauer Stadtmitte aus sanitären Gründen geschlossen. Der Starost Melchior Korwin Szymanowski stellte 2,6 Hektar für die Anlage zur Verfügung, am 20. Mai 1792 wurde der Friedhof geweiht und 1793 der Bau der Sankt-Borromäus-Kirche vollendet, begründet von König Stanislaus August und Fürstprimas Michael Poniatowski, der Architekt war Dominik Merlini.
Nach der Schließung der innerstädtischen Świętokrzyski- und Koszyki-Friedhöfe in den Jahren 1836 bis 1838 wurde der Powązki-Friedhof zur einzigen Begräbnisstätte für Katholiken auf der westlichen Seite der Weichsel. Als 1884 der Bródno-Friedhof eröffnet wurde, nahm die Zahl der Bestattungen ab, der Powązki-Friedhof wurde elitärer. Familiengräber wurden hier von wohlhabenden Bürgern, Adligen und Landadligen errichtet.
Der Friedhof wurde im Laufe seiner Geschichte 19-mal erweitert, zum letzten Mal zur heutigen Größe im Jahr 1971. Er ist von der Kirche verwaltet und beherbergt größtenteils katholische Begräbnisstätten. Anderen Konfessionen, u. a. Lutheraner, Calvinisten, Juden und Tataren, besitzen eigene Friedhöfe in der Nähe.
In den Zwischenkriegsjahren wurde die Aleja Zasłużonych (Allee der Verdienten) angelegt. Der erste hier Beigesetzte war der Schriftsteller und Literatur-Nobelpreisträger Władysław Reymont, später die Flieger Franciszek Żwirko und Stanisław Wigura, der Opernsänger Jan Kiepura und der Dichter Wojciech Młynarski. Hier befindet sich auch das symbolische Grab des Warschauer Stadtpräsidenten Stefan Starzyński, der von den deutschen Besatzern in den ersten Kriegsmonaten 1939 ermordet wurde.
Im Zweiten Weltkrieg erlitten zunächst der Friedhof wie die Kirche Beschädigungen, etwa 20 % der Grabsteine wurden zerstört. Während des Warschauer Aufstands wurde die Kirche zerstört und das Friedhofsarchiv niedergebrannt. Viele Gräber wurden in dieser Zeit zu Unterkünften und Waffenlagern der polnischen Heimatarmee. Das Friedhofsgelände selbst war Schauplatz zahlreicher bewaffneter Operationen, darunter der „Operation Pawiak“ im Jahr 1944, bei der der Friedhof zum Fluchtgebiet für Pawiak-Gefangene wurde. Kirche und die Katakomben wurden in den Jahren 1946 bis 1976 wieder aufgebaut. An der Wand der Kirche befinden sich Gedenktafeln mit den Namen der beim Massaker von Katyn vom NKWD ermordeten Polen.
An jedem 1. November, Allerheiligen, werden wie auf allen polnischen Friedhöfen die Vigilien gehalten und auf den Gräbern Kerzen aufgestellt. Seit 1974 werden am 1. und 2. November Spenden für die Renovierung wertvoller Grabmale gesammelt. Als Spendensammler treten bekannte Schauspieler, Schriftsteller, Journalisten auf. Die Spendenaktion wurde vom Musikkritiker Jerzy Waldorff (1910–1999) initiiert.

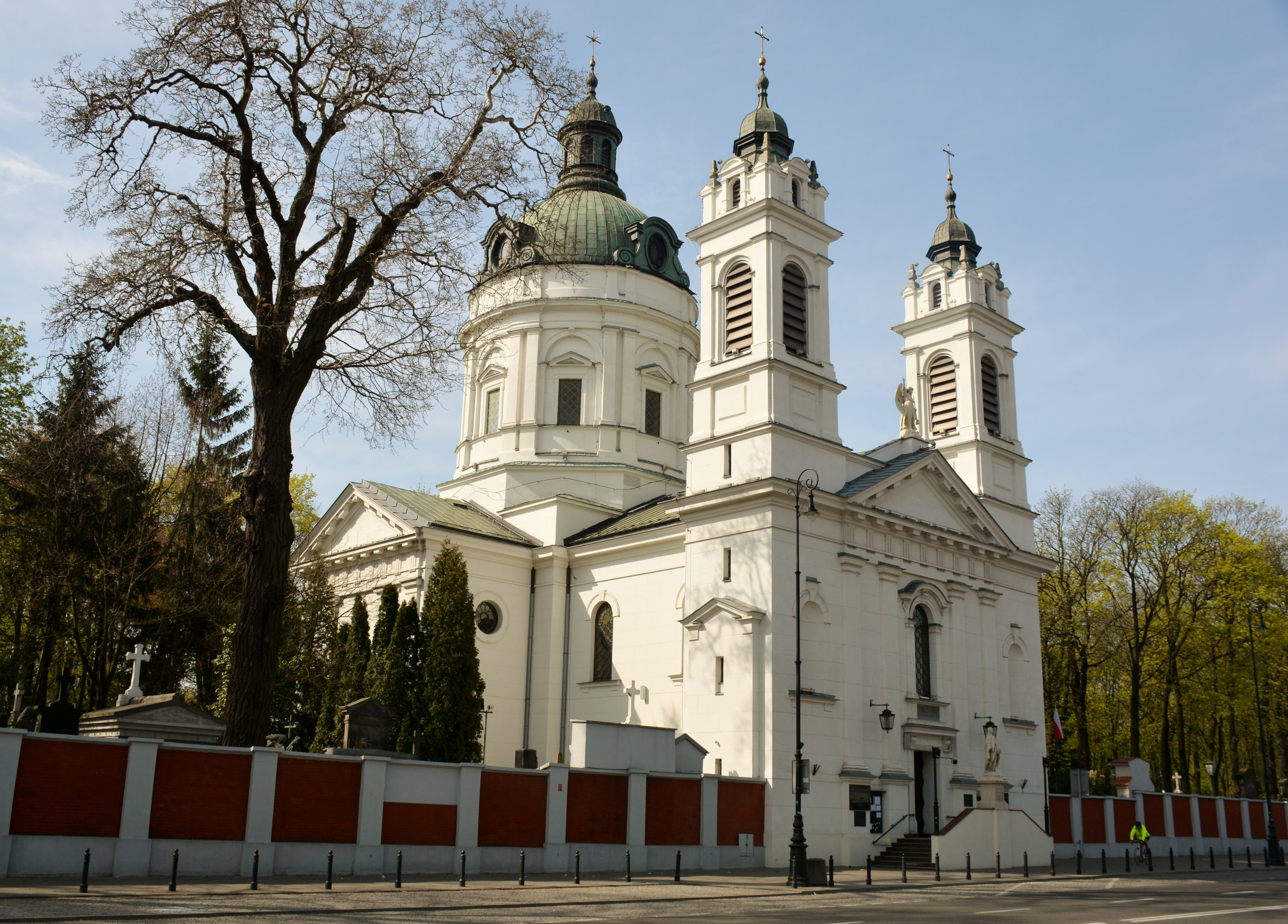
Die Friedhofskirche Karlskirche
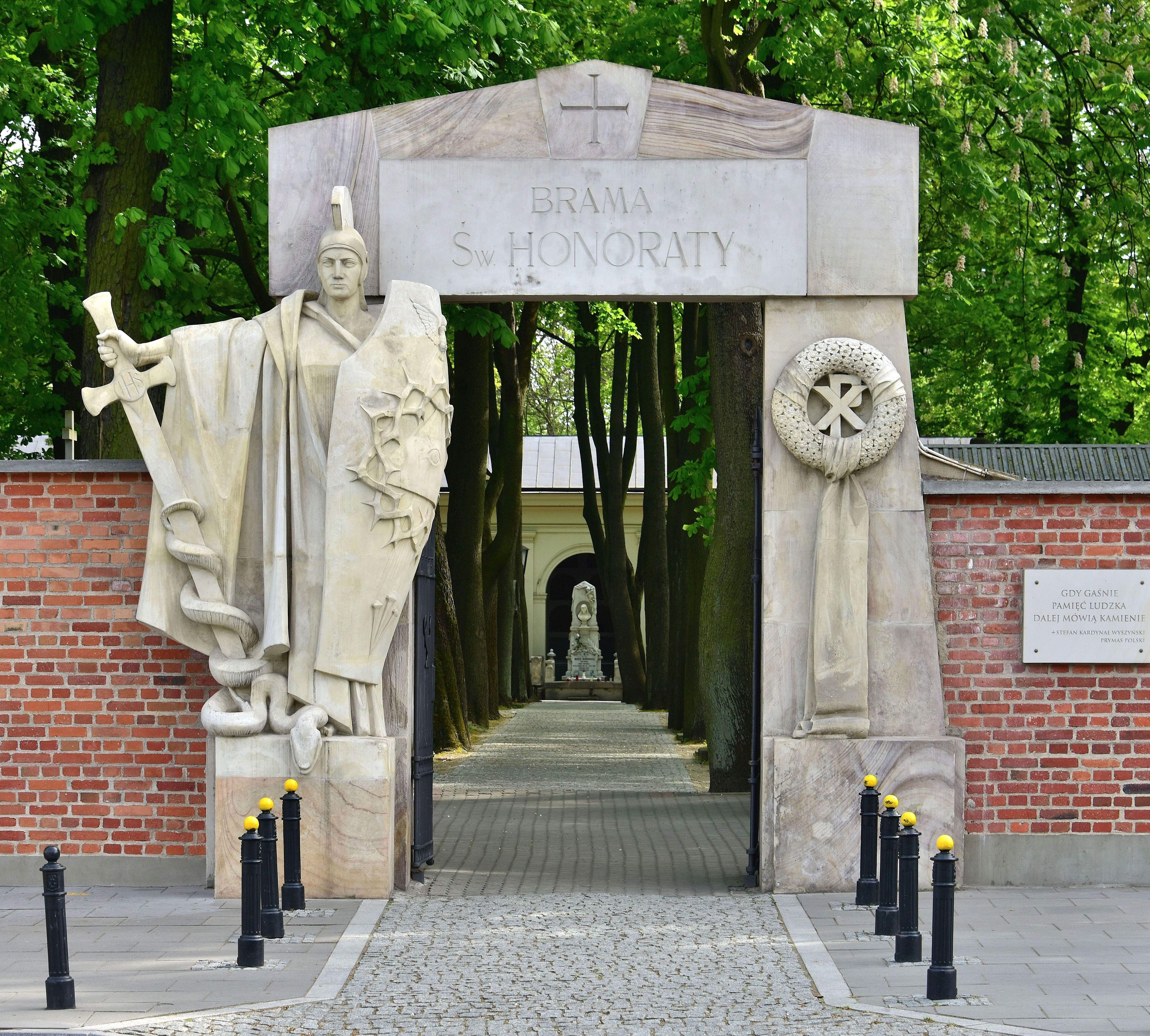
Eines der Eingangstore
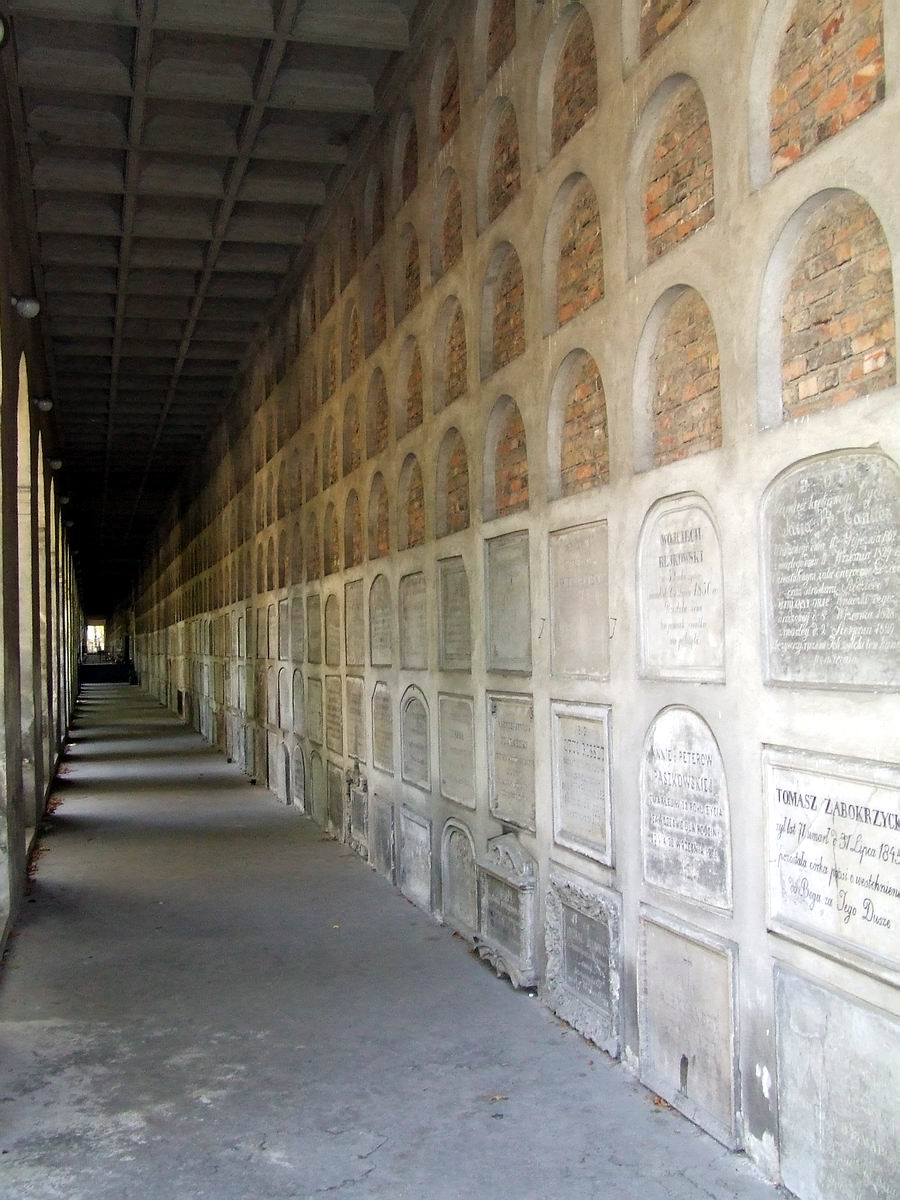
Die Katakomben
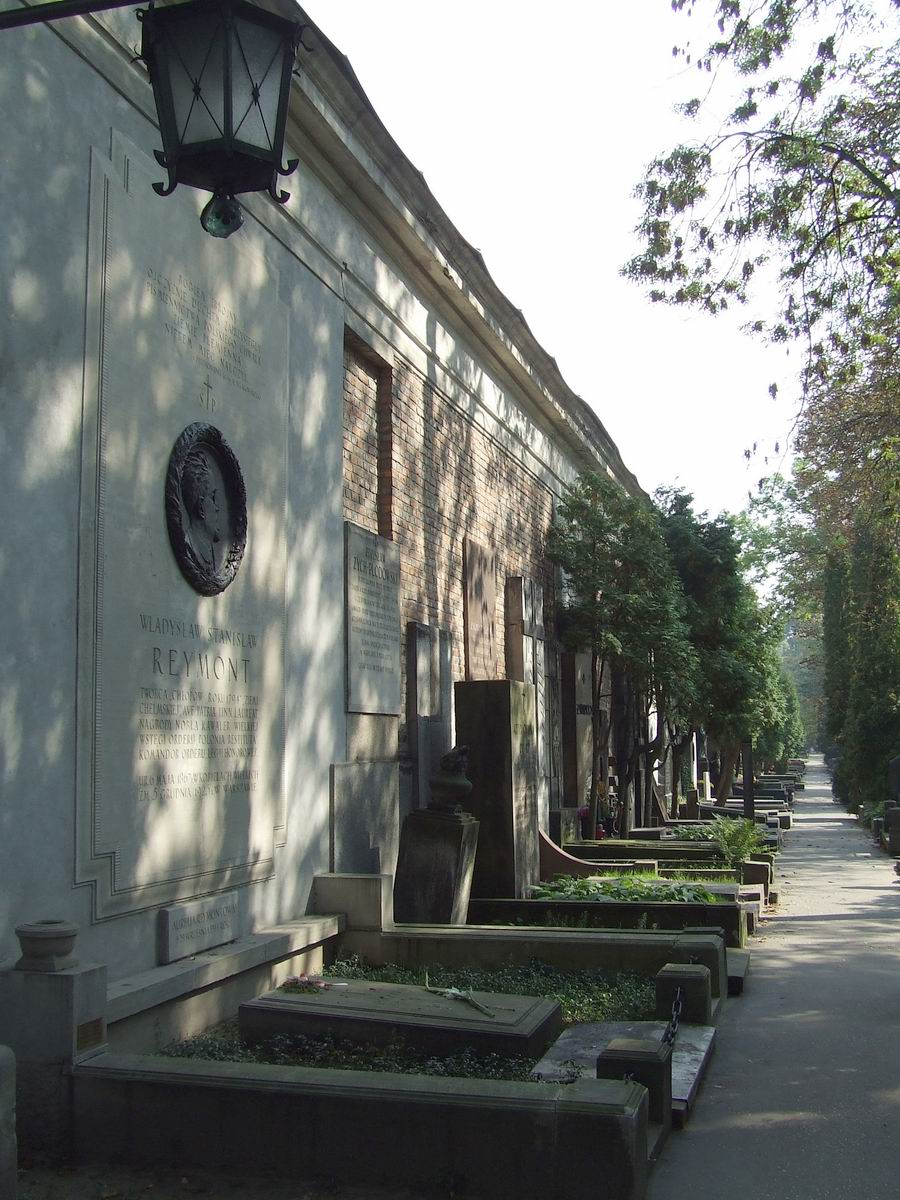
Allee der Verdienten
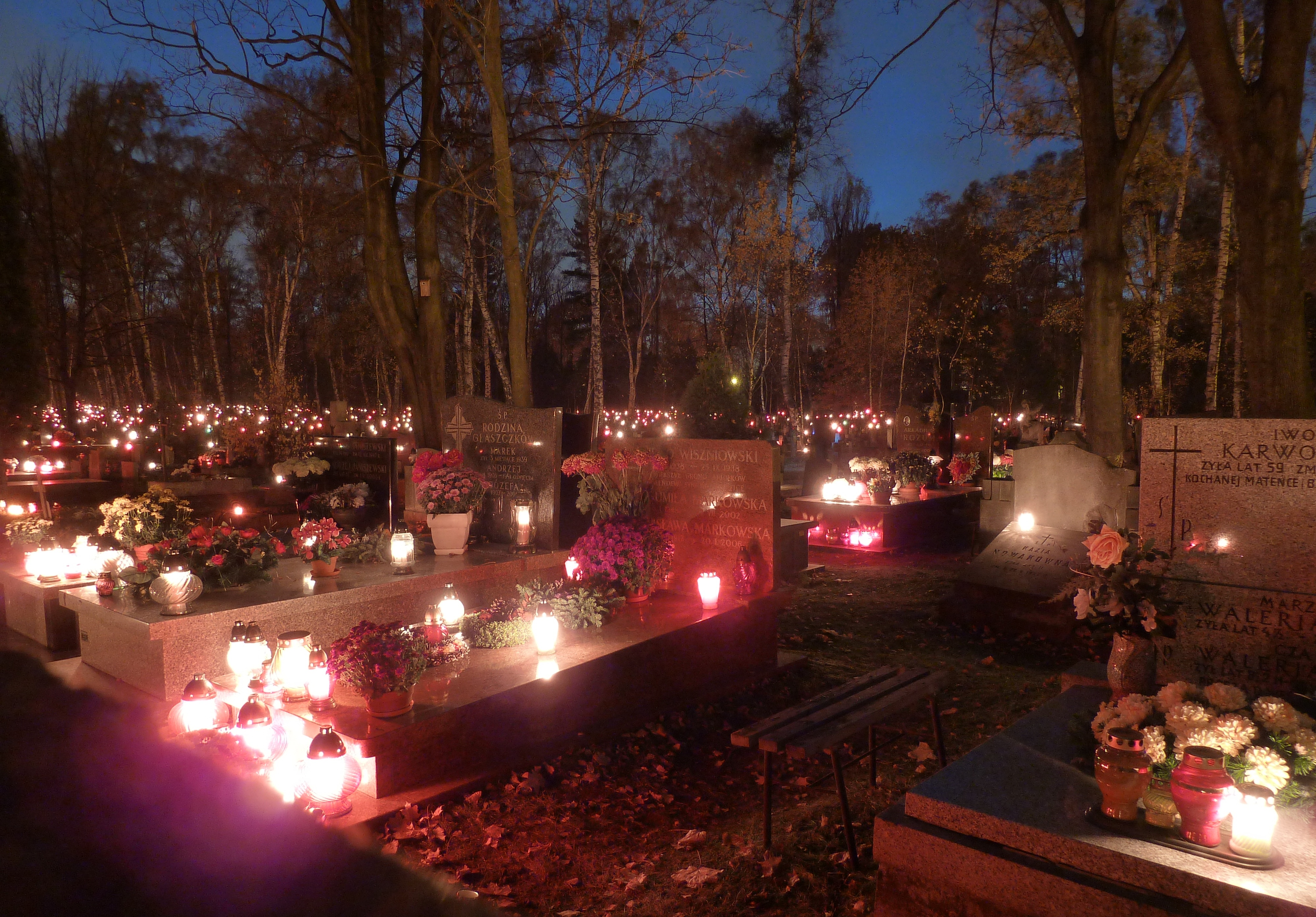
Grabkerzen zu Allerheiligen

Neben vielen weiteren bedeutenden Persönlichkeiten sind auf dem Friedhof die polnischen Ministerpräsidenten Artur Śliwiński, Antoni Ponikowski, Stanisław Mackiewicz, Władysław Grabski und Leon Kozłowski, Präsident Stanisław Wojciechowski und der Marschall von Polen Edward Rydz-Śmigły bestattet.